# Lista de formações de Os Mutantes
Esta é uma lista de todas as formações da banda brasileira Os Mutantes.

## 1968-1969
- Arnaldo Baptista - baixo, teclados e vocais
- Rita Lee - vocais, percussão, flauta, autoharp e teremim
- Sérgio Dias - guitarras, vocais e baixo

## 1969-1972
- Arnaldo Baptista - teclados, baixo e vocais
- Rita Lee - vocais, percussão e teclados
- Sérgio Dias - guitarras, vocais e sitar
- Liminha - baixo e vocais
- Dinho Leme - bateria e percussão

## 1973
- Arnaldo Baptista - teclados, vocais, violoncelo
- Sérgio Dias - guitarras, vocais, cítara
- Liminha - baixo, violão, vocais
- Dinho Leme - bateria, percussão, tabla

- Sérgio Dias - guitarras, vocais, cítara
- Liminha - baixo, vocais
- Dinho Leme - bateria, percussão
- Manito - teclado, saxofone, flauta

## 1973-1974
- Sérgio Dias - guitarras, vocais, cítara
- Liminha - baixo, vocais
- Rui Motta - bateria, percussão
- Túlio Mourão - teclado, vocais

## 1974-1976
- Sérgio Dias - guitarras, vocais, cítara
- Rui Motta - bateria, percussão
- Túlio Mourão - teclado, vocais
- Antônio Pedro - baixo, vocais

## 1976-1978
- Sérgio Dias - guitarras, vocais
- Rui Motta - bateria, percussão
- Luciano Alves - teclado, vocais
- Paulo de Castro - baixo, vocais

## 1978
- Sérgio Dias - guitarras, vocais
- Rui Motta - bateria, percussão
- Luciano Alves - teclado, vocais
- Fernando Gama - baixo, vocais

## 1978-2006
Banda inativa

## 2006-2007
- Sérgio Dias - guitarras, vocais
- Arnaldo Baptista - teclado, vocais
- Dinho Leme - bateria, percussão
- Zélia Duncan - vocais

## 2008-2013
- Sérgio Dias - guitarras, vocais
- Dinho Leme - bateria
- Henrique Peters - teclados
- Vitor Trida - teclados, guitarras, flauta, viola caipira, violino
- Vinicius Junqueira - baixo
- Simone Soul - percussão
- Fábio Recco - vocais
- Esméria Bulgari - vocais

## 2013-2016
- Sérgio Dias - guitarras, violão e vocais
- Claudio Tchernev - bateria
- Esméria Bulgari - vocais
- Henrique Peters - teclados e vocais
- Vinicius Junqueira - baixo
- Vitor Trida - teclados, guitarras, flauta, viola caipira, violino

## 2016-2019
- Sérgio Dias - guitarras, violão e vocais
- Claudio Tchernev - bateria
- Esméria Bulgari - vocais
- Henrique Peters - teclados e vocais
- Vinicius Junqueira - baixo

## 2019-presente
- Sérgio Dias - guitarras, violão e vocais
- Camilo Macedo - guitarra, violão e backing vocal
- Claudio Tchernev - bateria
- Esméria Bulgari - vocais
- Henrique Peters - teclados e vocais
- Vinicius Junqueira - baixo

## Músicos Por Instrumento
- Vocal: Rita Lee (1966 a 1972); Zélia Duncan (2006 a 2007); Sérgio Dias (1966 a 1978 / 2006-presente); Bia Mendes (2008-2013); Esmeria Bulgari (2006-presente)
- Guitarra: Sérgio Dias (1966 a 1978 / 2006-presente); Vitor Trida (2008-2016); Camilo Macedo (2019-presente)
- Baixo: Arnaldo Baptista (1966 a 1970); Liminha (1969 a 1974); Antônio Pedro de Medeiros (1974 a 1976); Paulo de Castro (1976 a 1978); Fernando Gama (1978); Vinícius Junqueira (2008-presente)
- Bateria: Dinho Leme (1969 a 1973 / 2006-2013); Rui Motta (1973 a 1978); Claudio Tchernev (2013-presente)
- Percussão: Rita Lee (1966 a 1972); Simone Soul (2006-2013)
- Teclados: Arnaldo Baptista (1966 a 1973; 2006 a 2007); Manito (1973); Túlio Mourão (1973 a 1976); Luciano Alves (1976 a 1978); Henrique Peters (2008-presente); Vitor Trida (2008-2016); ReHkO (Stanzani Fabio) - (2006-2008)